# Diadematidae
Famille
Les Diadematidae forment une famille de grands oursins réguliers aux épines longues et venimeuses. On les trouve principalement dans les mers tropicales.

## Description et caractéristiques

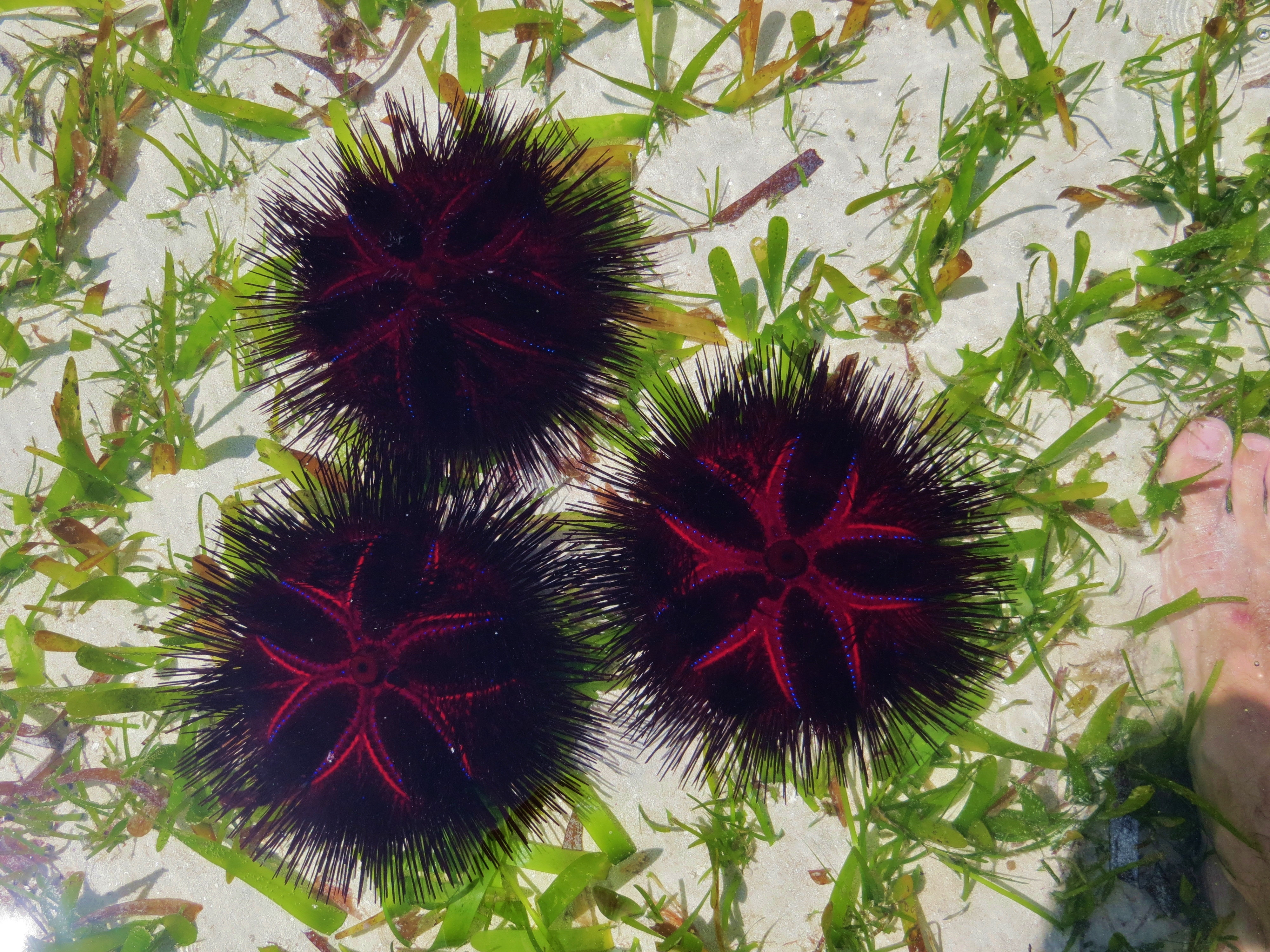
Astropyga radiata noirs au Kenya.

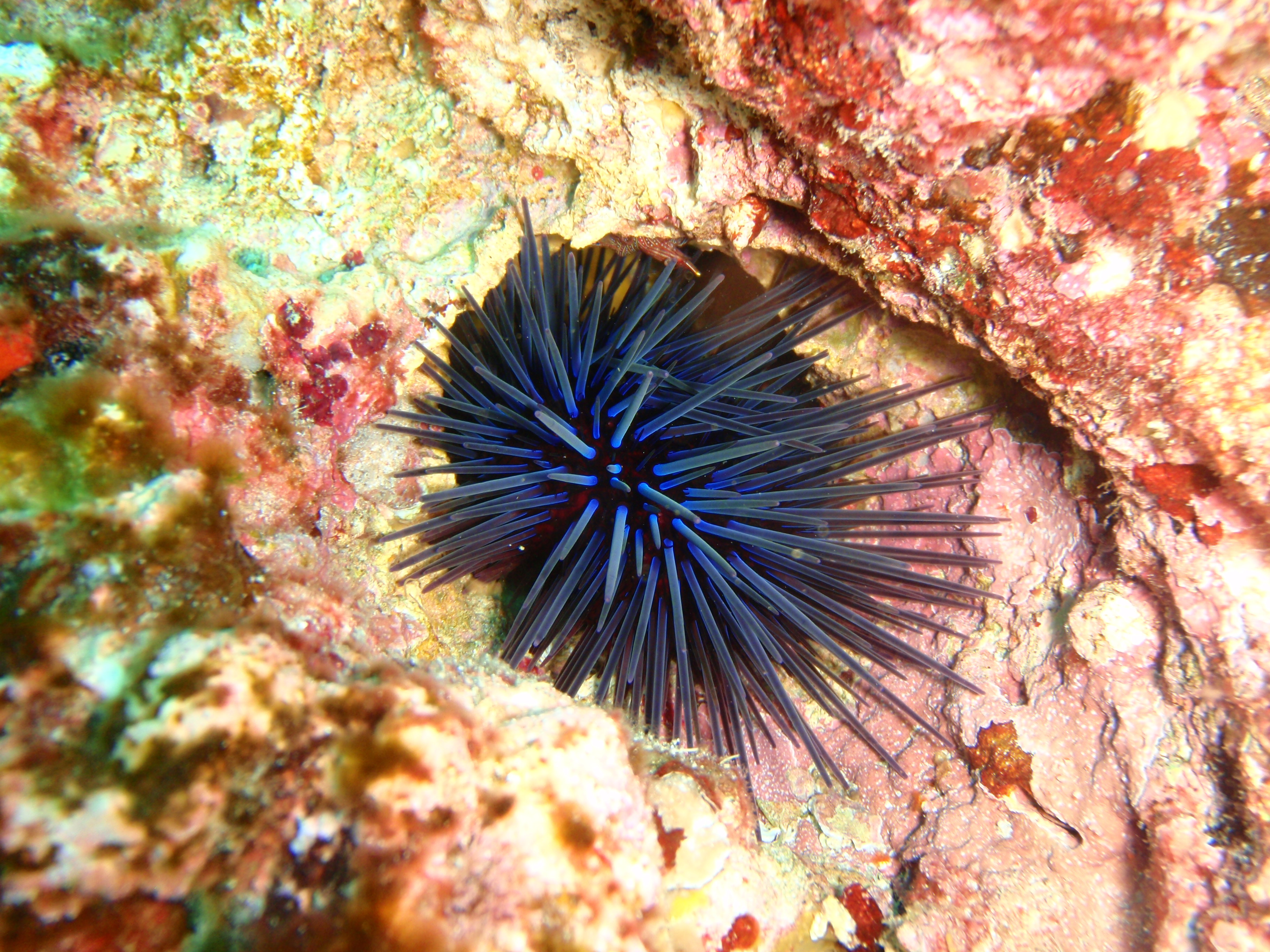
Centrostephanus tenuispinis

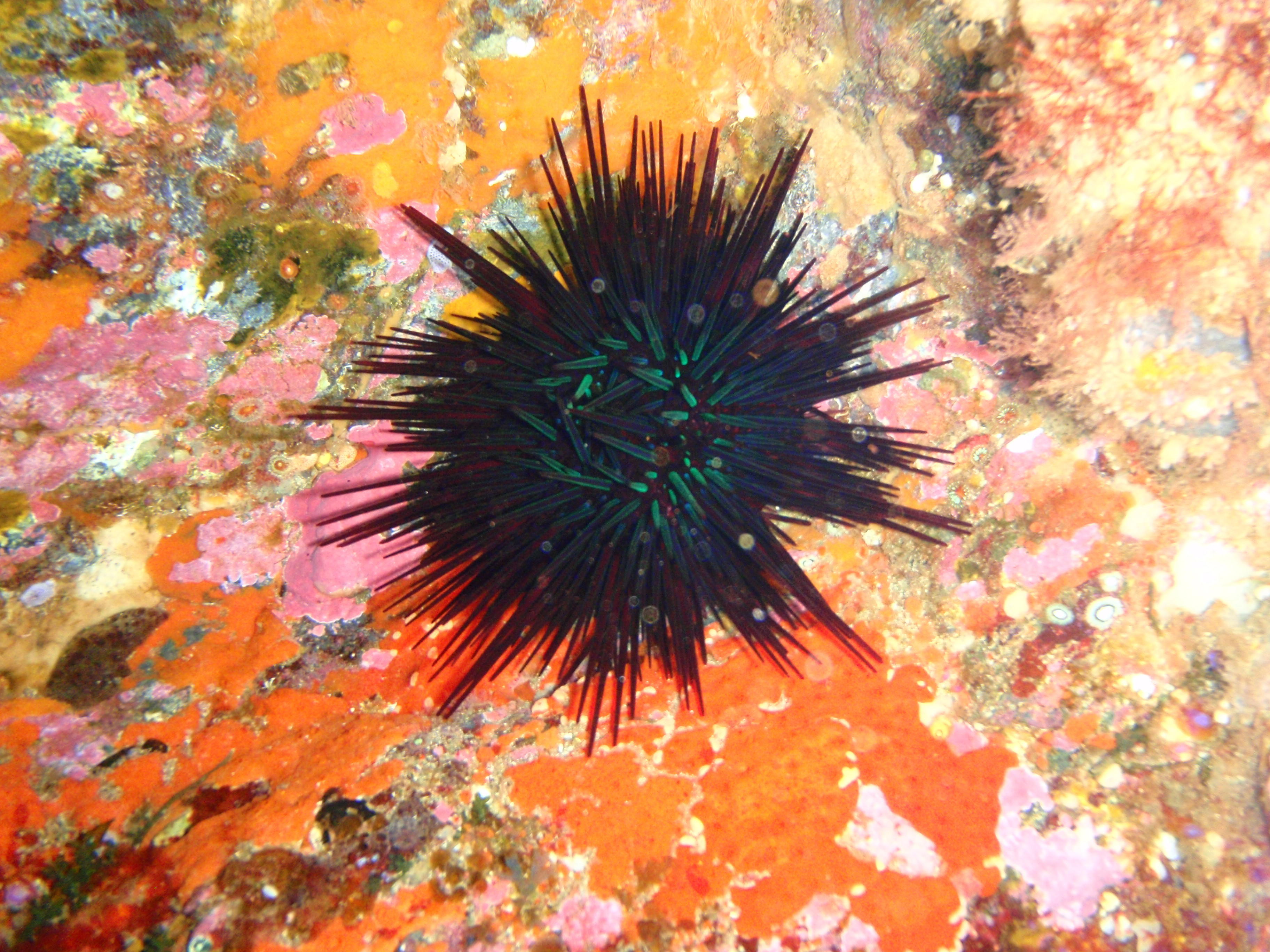
Centrostephanus rodgersii

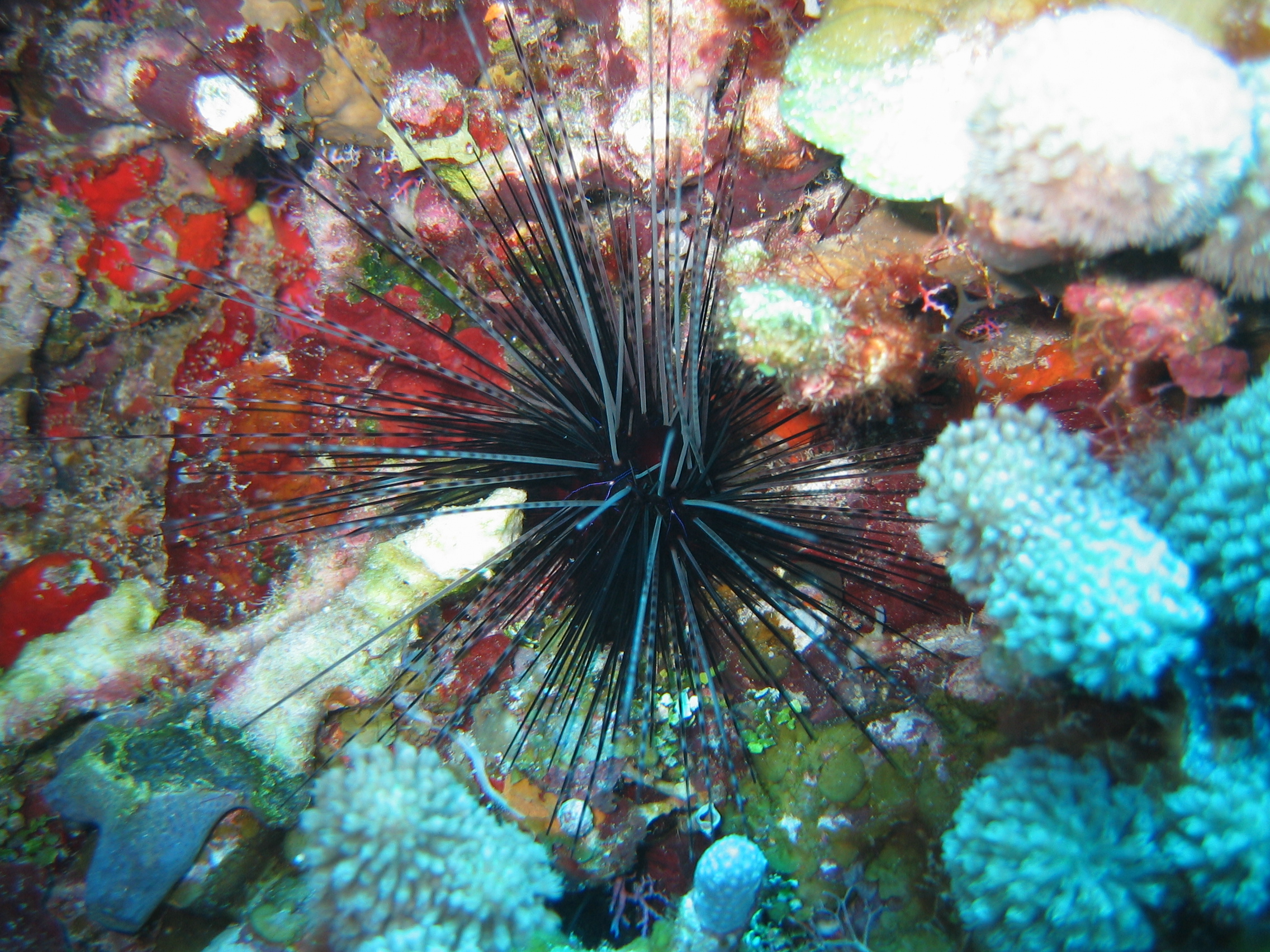
Diadema antillarum

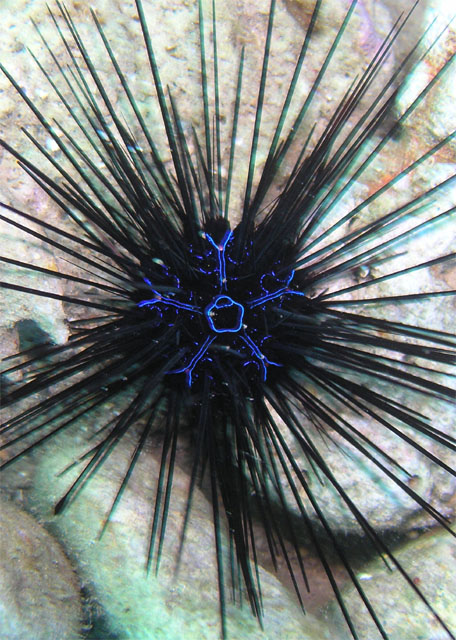
Diadema savignyi

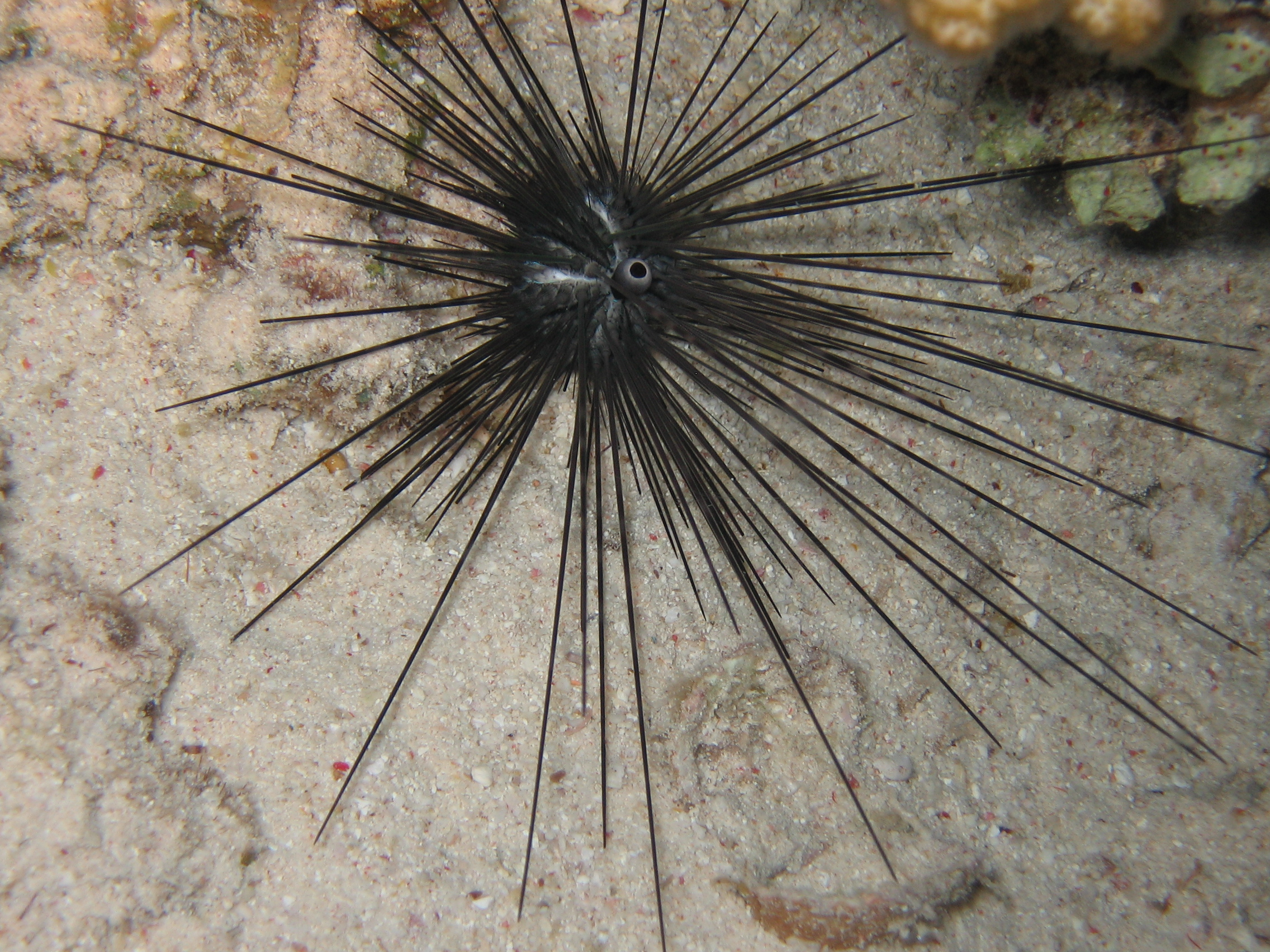
Diadema paucispinum.

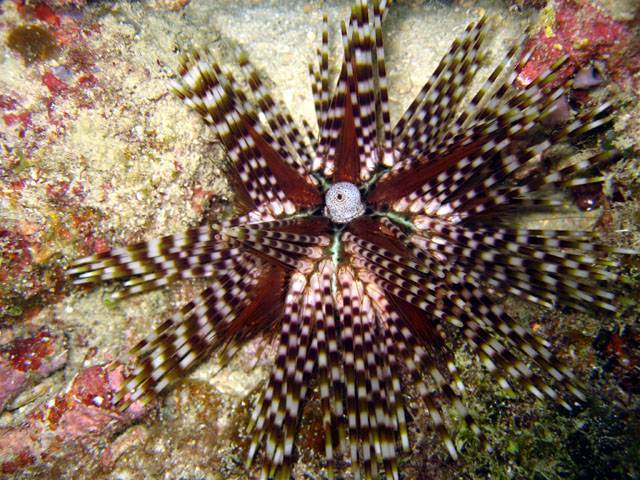
Echinothrix calamaris

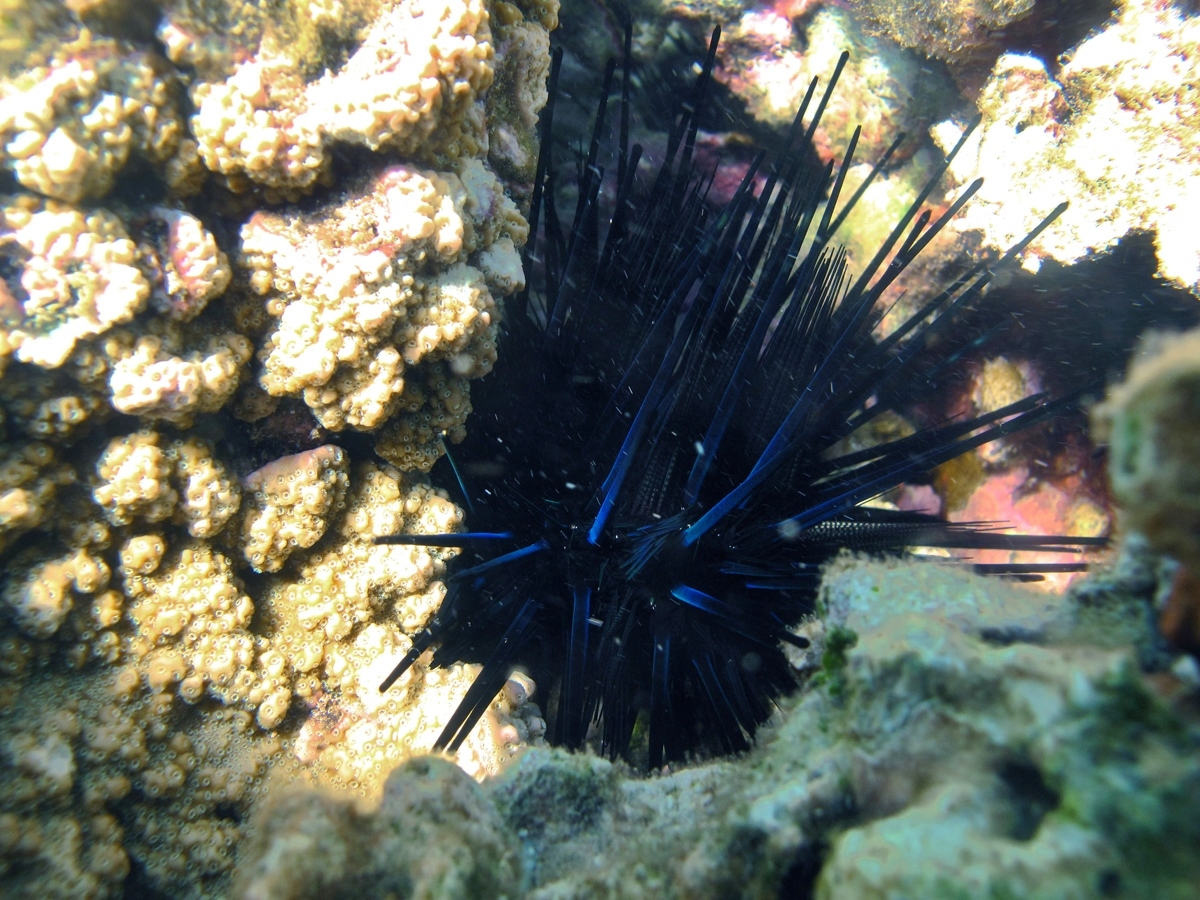
Echinothrix diadema

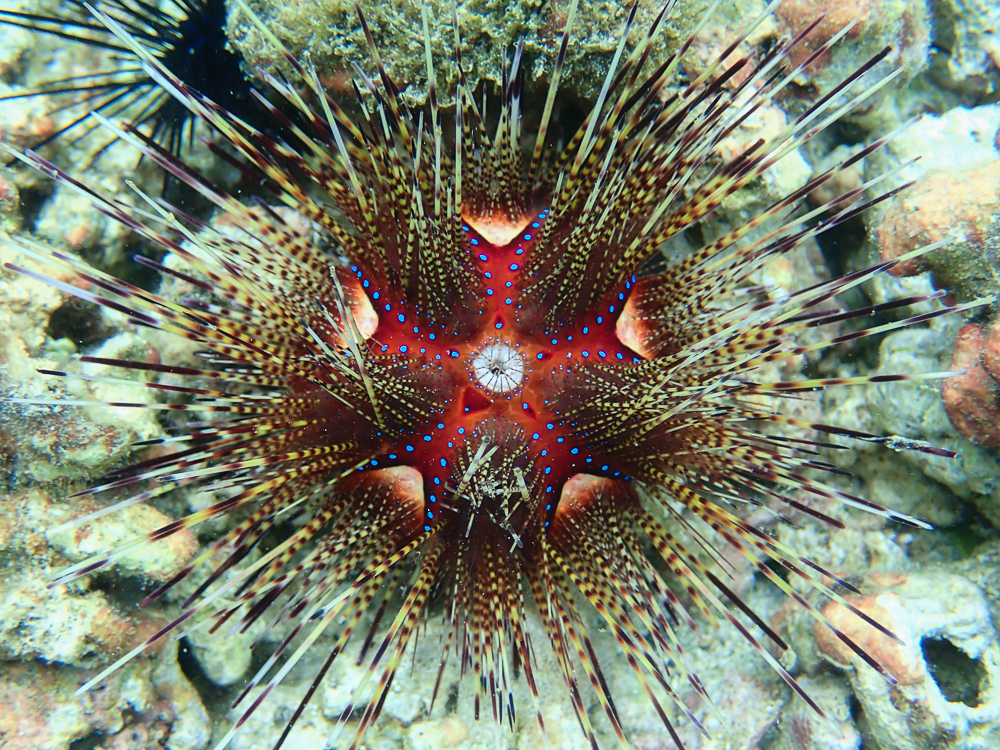
Astropyga pulvinata

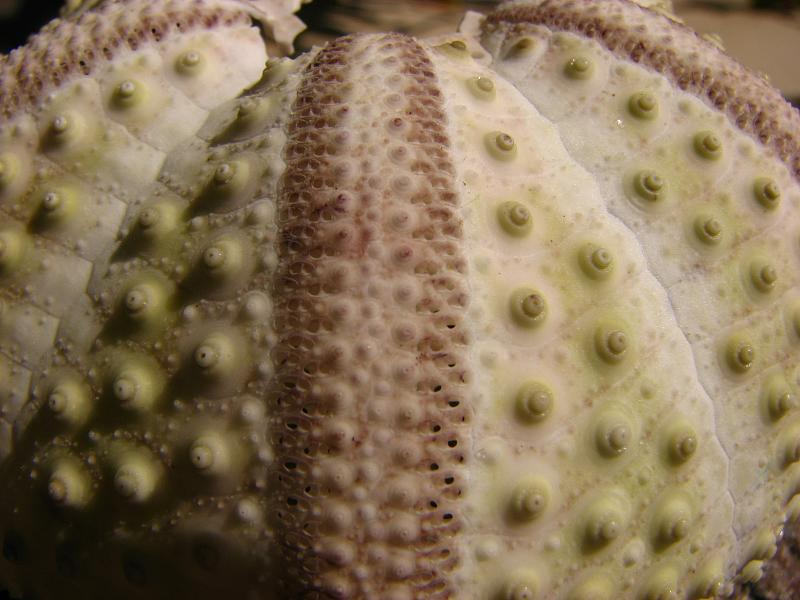
Gros plan sur le test d'un Echinothrix. On voit distinctement les tubercules primaires perforés.

### Description générale
Ce sont des oursins dits « réguliers » : ils sont caractérisés par un test (coquille) sphérique plus ou moins aplati dorsalement chez certaines espèces, et presque uniformément couvert de radioles (piquants) réparties sur tout le corps, mais plus longues sur la partie supérieure. 
La bouche (appelée « péristome ») se situe au centre de la face inférieure (dite face « orale »), et l'anus (appelé « périprocte ») à l'opposé, soit au sommet du test (à l'« apex » de la face aborale).
Les Diadematidae sont des oursins généralement assez gros, pourvus de longues radioles coniques, creuses et disposées en groupes bien délimités respectant la symétrie pentaradiaire, et supportées par des mamelons perforés. Ces radioles sont généralement annelées chez les juvéniles, et prennent des coloris variables généralement plus sombres chez les adultes mais peuvent conserver leurs stries. Les radioles secondaires, plus fines et courtes et souvent d'une couleur différente, sont généralement équipées de glandes à venin, pouvant provoquer de vives douleurs à la piqûre, mais sans grand danger. 
Ces oursins sont parfois totalement noirs (un bruns), mais d'autres sont très colorés (par exemple Astropyga magnifica). Leur face aborale présente généralement des zones nues décorées de motifs colorés ou lumineux.
La papille anale, caractéristique, est généralement volumineuse et bien visible (mais moins chez Centrostephanus).
Ces espèces sont pourvues de cellules photosensibles sur la partie supérieure du test, leur permettant de voir au-dessus d'eux afin d'orienter efficacement les radioles vers d'éventuelles menaces. 

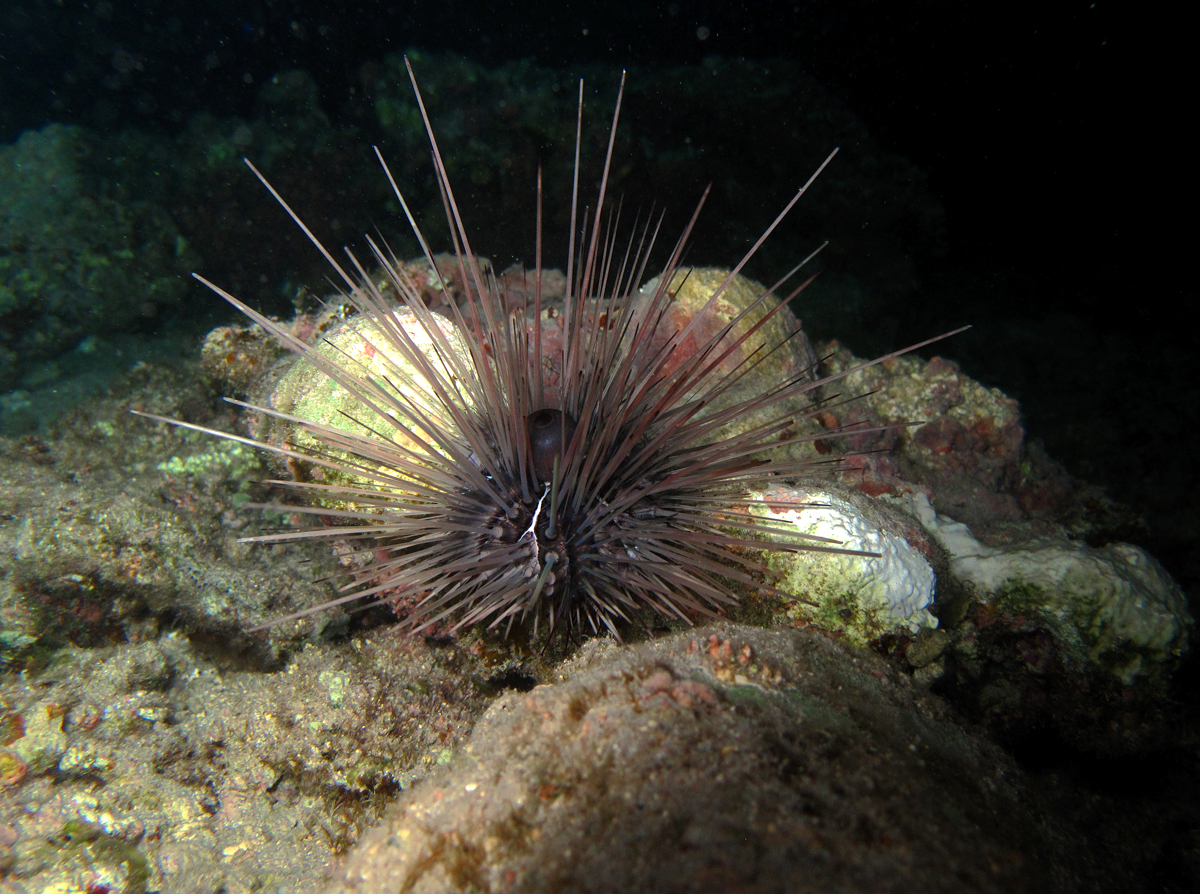
Un diadematidae typique : Diadema savignyi. On voit la papille anale proéminente, les longues radioles primaires et secondaires, et les décorations du test (ici en blanc).

### Caractéristiques squelettiques
La coquille (« test »), légèrement flexible, est ronde mais prend une conformation plus aplatie chez les adultes. Les plaques ambulacraires portent trois doublets de pores aquifères (trigémination). Les plaques interambulacraires portent plusieurs gros tubercules isométriques (perforés et presque toujours crénulés) formant des rangées. 
Le disque apical est réduit et généralement hémicyclique, avec des plaques génitales projetées distalement. 
Le péristome est petit, entouré d'encoches buccales arrondies et de petites encoches perradiales ; la mâchoire (« lanterne d'Aristote ») est de type holodonte, avec cinq dents droites en forme de gouttière, et repose dans un péristome de diamètre réduit.
Certains caractéristiques visuels peuvent être utilisés dans la reconnaissances des différentes espèces sympatriques : silhouette, couleurs, motifs à la surface du test... Mais certains genres étant très proches morphologiquement et visuellement, pour une détermination scientifique dans les cas litigieux il est recommandé d'avoir recours à un examen détaillé du test et des radioles sur des spécimens prélevés.
Les larves n'ont que deux bras.

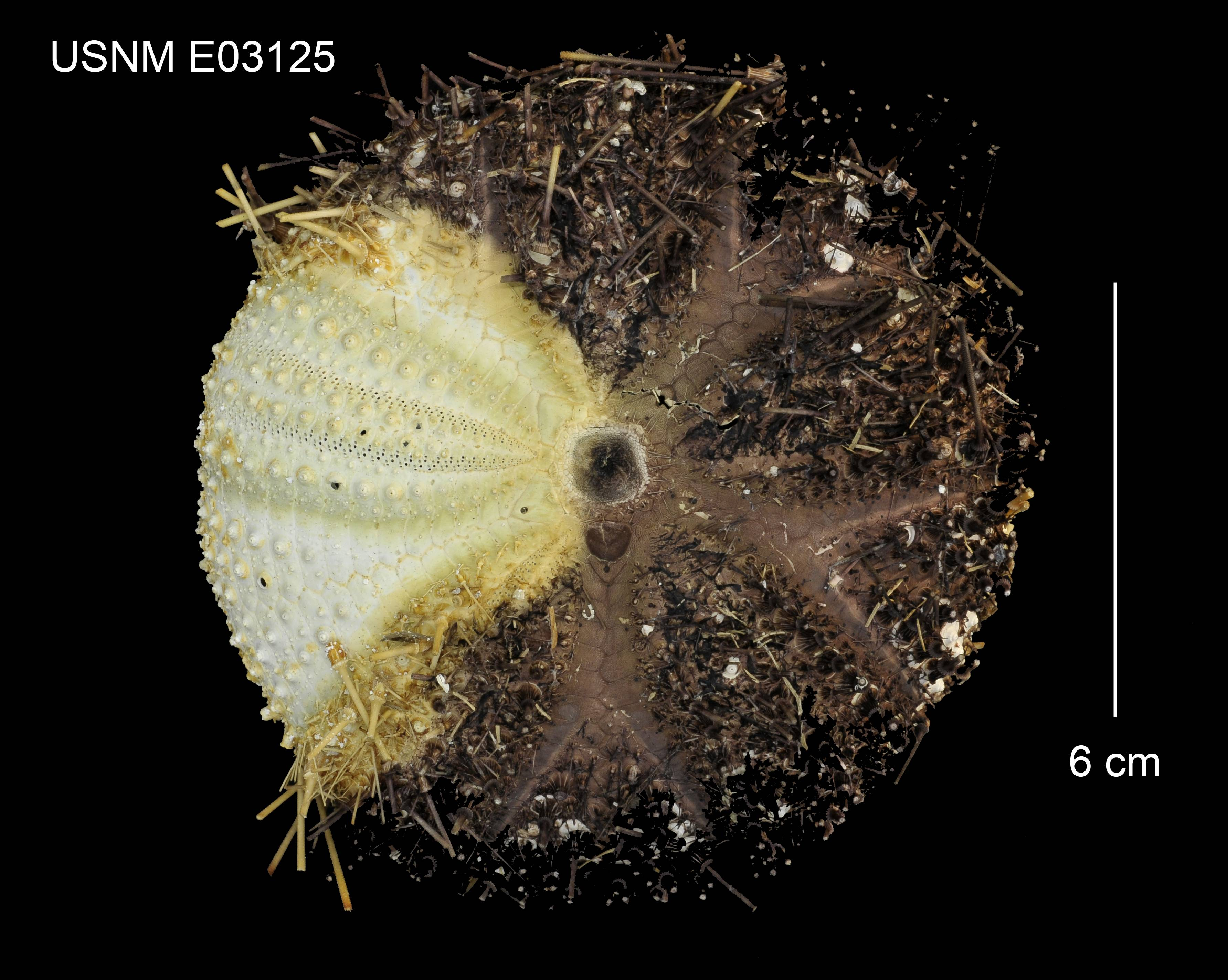
Test d’Astropyga magnifica
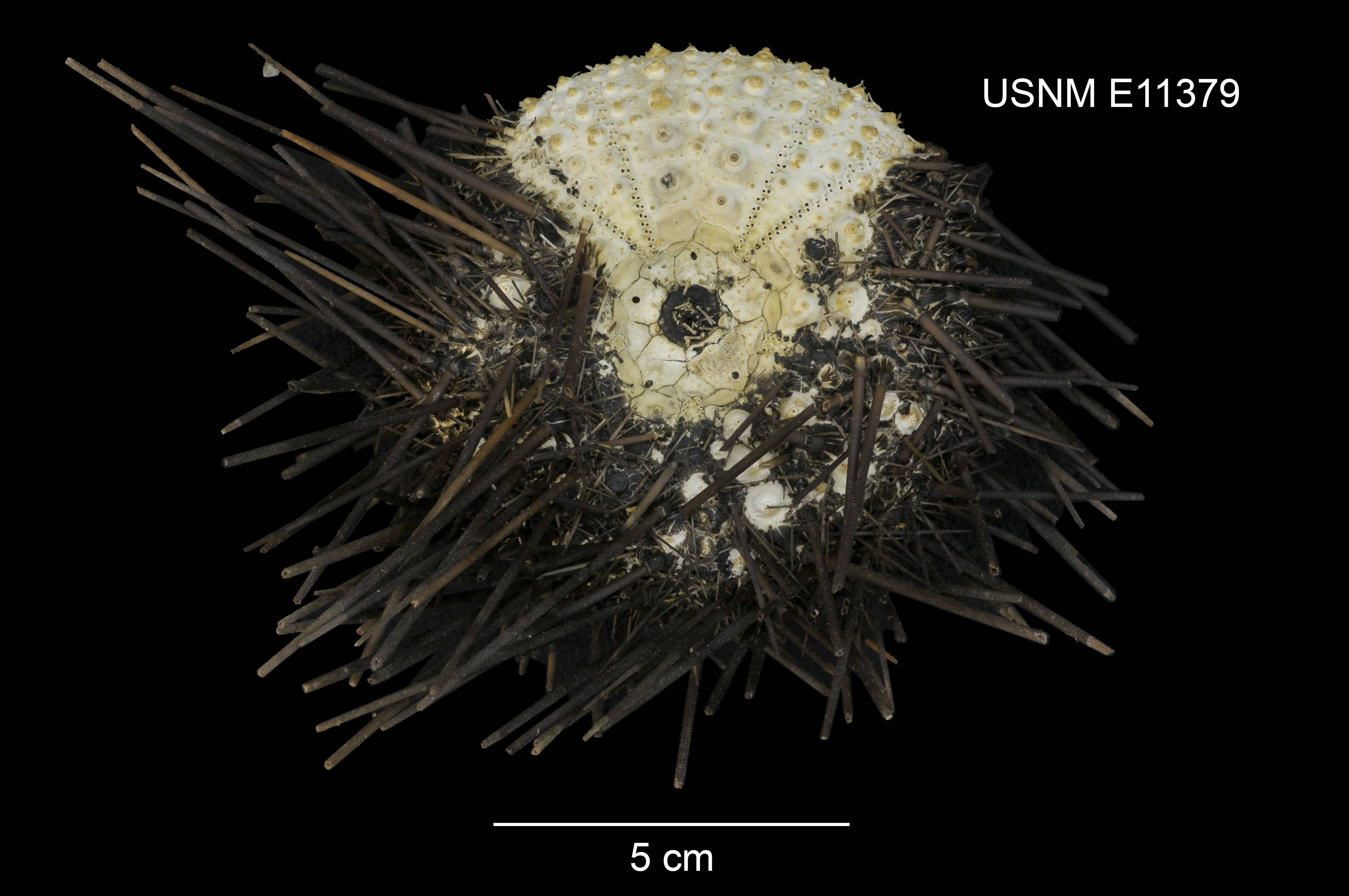
Centrostephanus sylviae
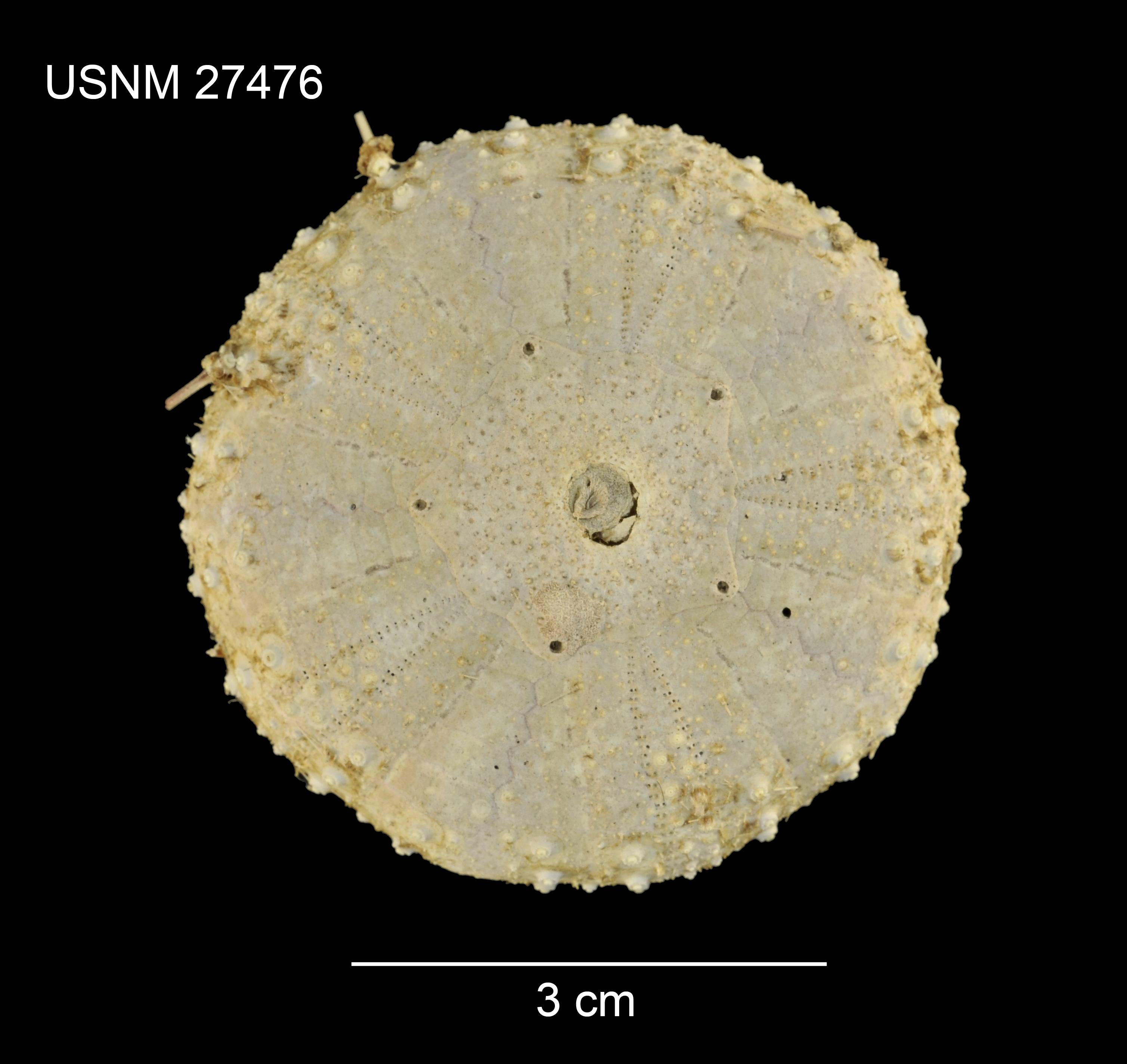
Chaetodiadema pallidum
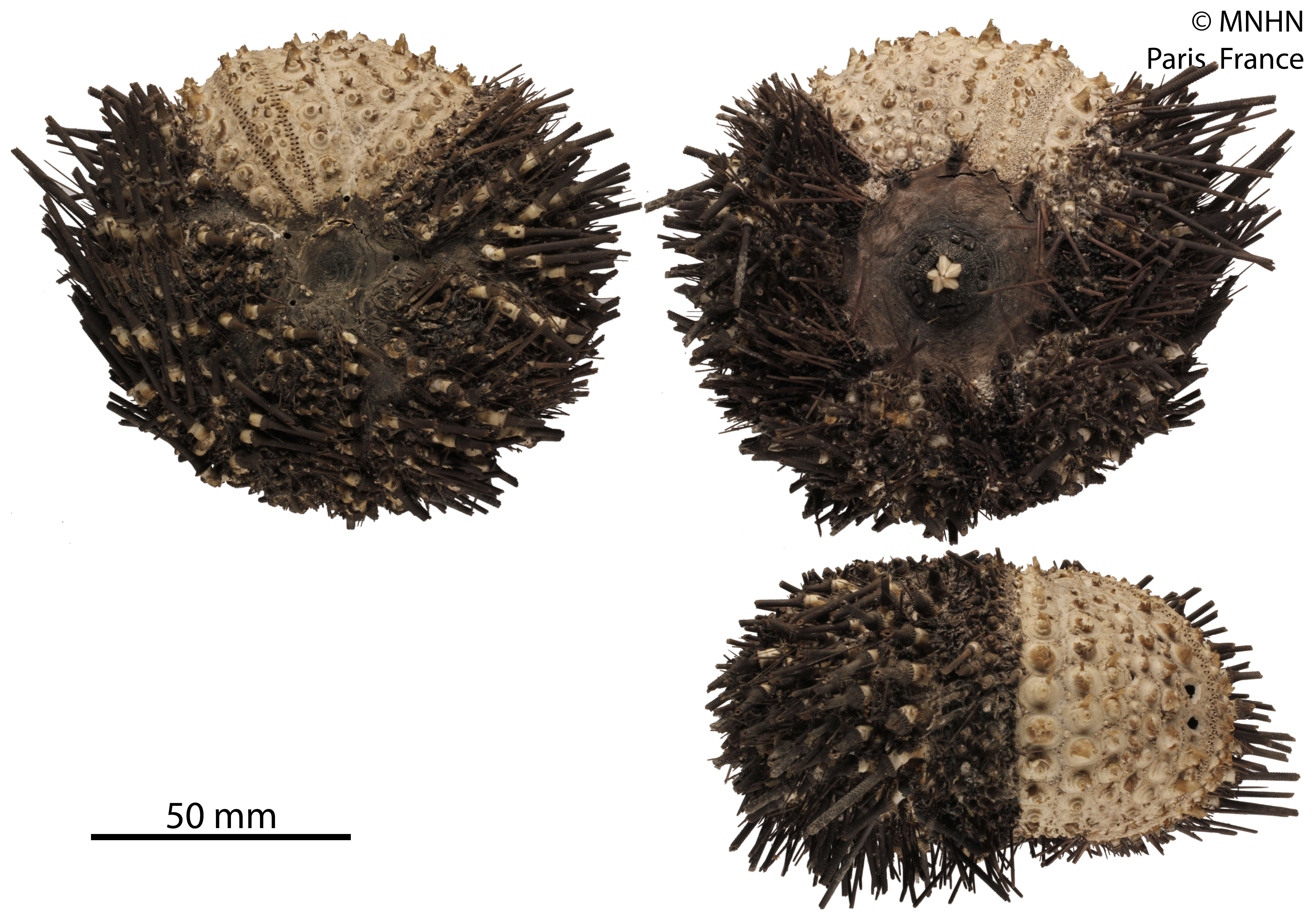
Diadema mexicanum
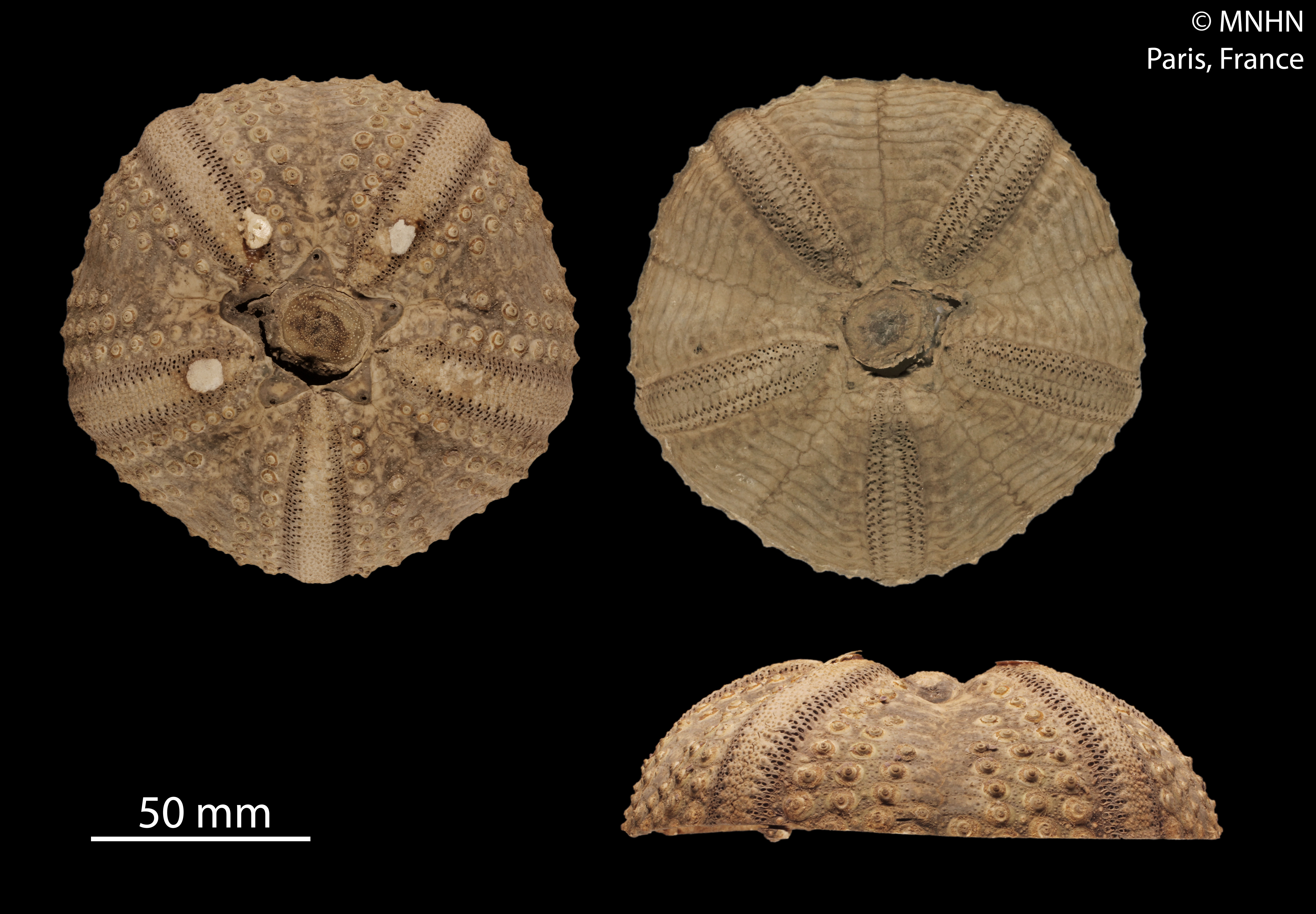
Echinothrix calamaris

## Liste des genres actuels
Cette famille est apparue au Crétacé (Aptien). Elle est aujourd'hui répandue dans toutes les mers tropicales et subtropicales du globe. 
| Classification selon World Register of Marine Species (17 septembre 2013) : ... - genre Astropyga (Gray, 1825) -- 4 espèces - genre Centrostephanus (Peters, 1855) -- 8 espèces - genre Chaetodiadema (Mortensen, 1903a) -- 6 espèces - genre Diadema (Gray, 1825) -- 7-9 espèces - genre Echinothrix (Peters, 1853) -- 2 espèces - genre Eremopyga (A. Agassiz & H.L. Clark, 1908) -- 2 espèces - genre Goniodiadema (Mortensen, 1939) -- 1 espèce - genre Australidiadema (Smith & Crame, 2012) † - genre Eodiadema (Duncan, 1889) † - genre Palaeodiadema (Pomel, 1887) † | Selon ITIS (17 septembre 2013) et NCBI (17 septembre 2013) : - genre Astropyga (J. E. Gray, 1825) - genre Centrostephanus (Peters, 1855) - genre Diadema (J. E. Gray, 1825) - genre Echinothrix (Peters, 1853) |

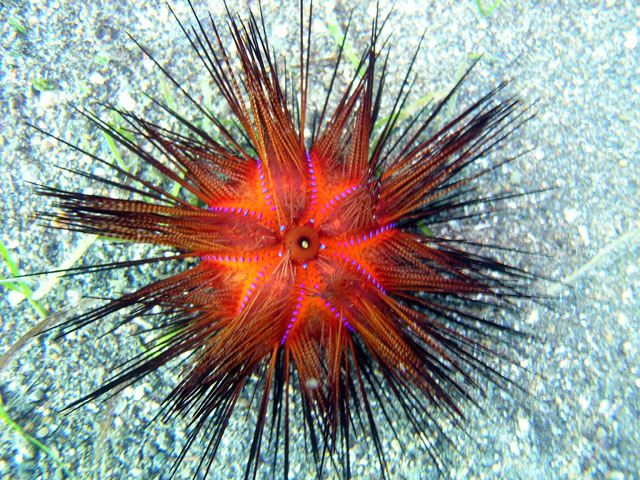
Astropyga radiata.
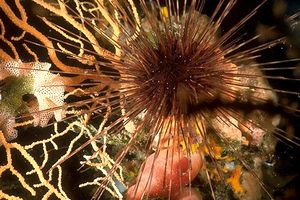
Centrostephanus longispinus.
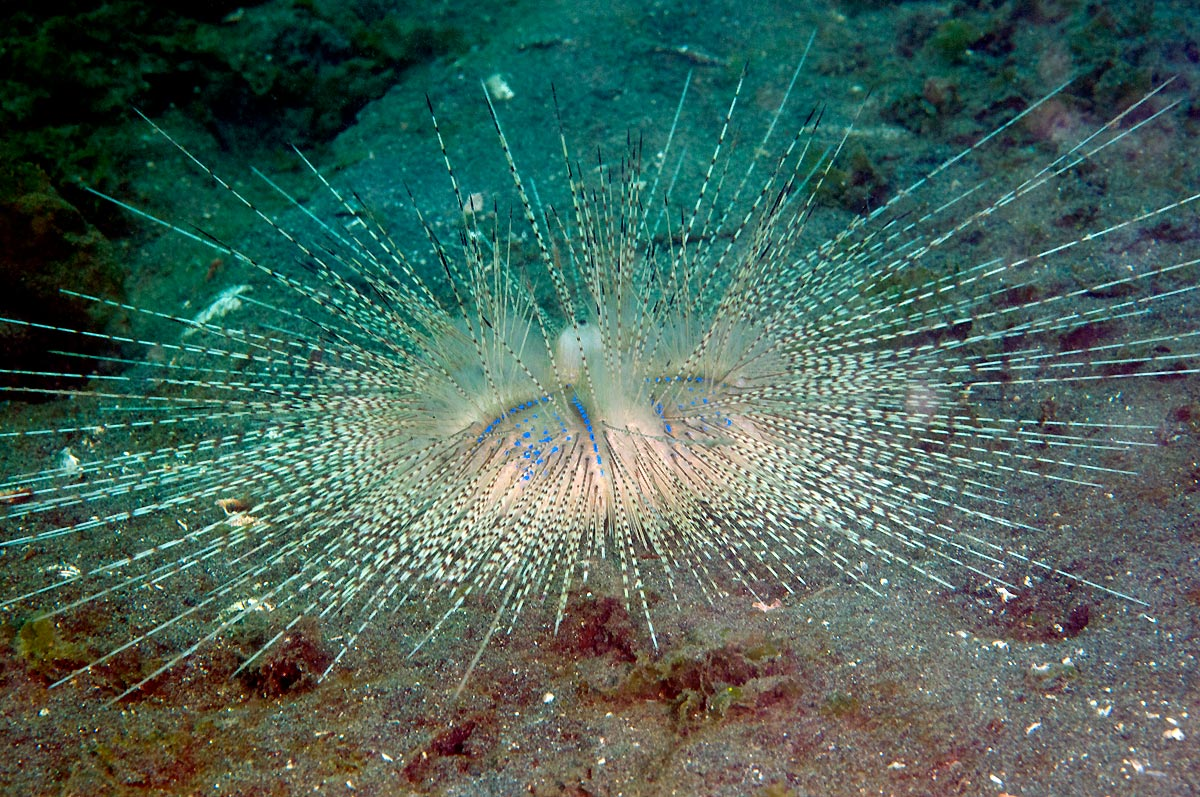
Chaetodiadema granulatum.
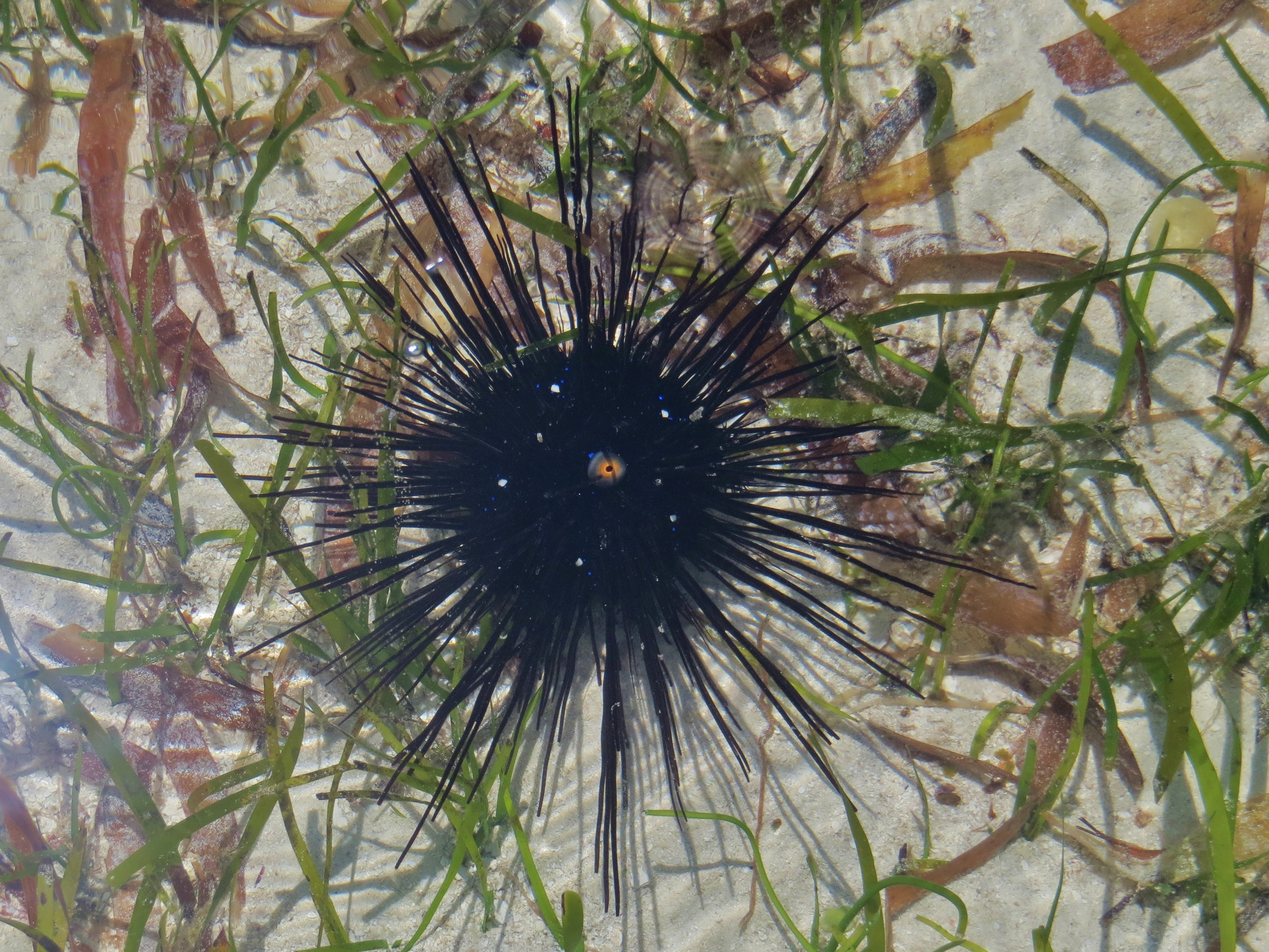
Diadema setosum.
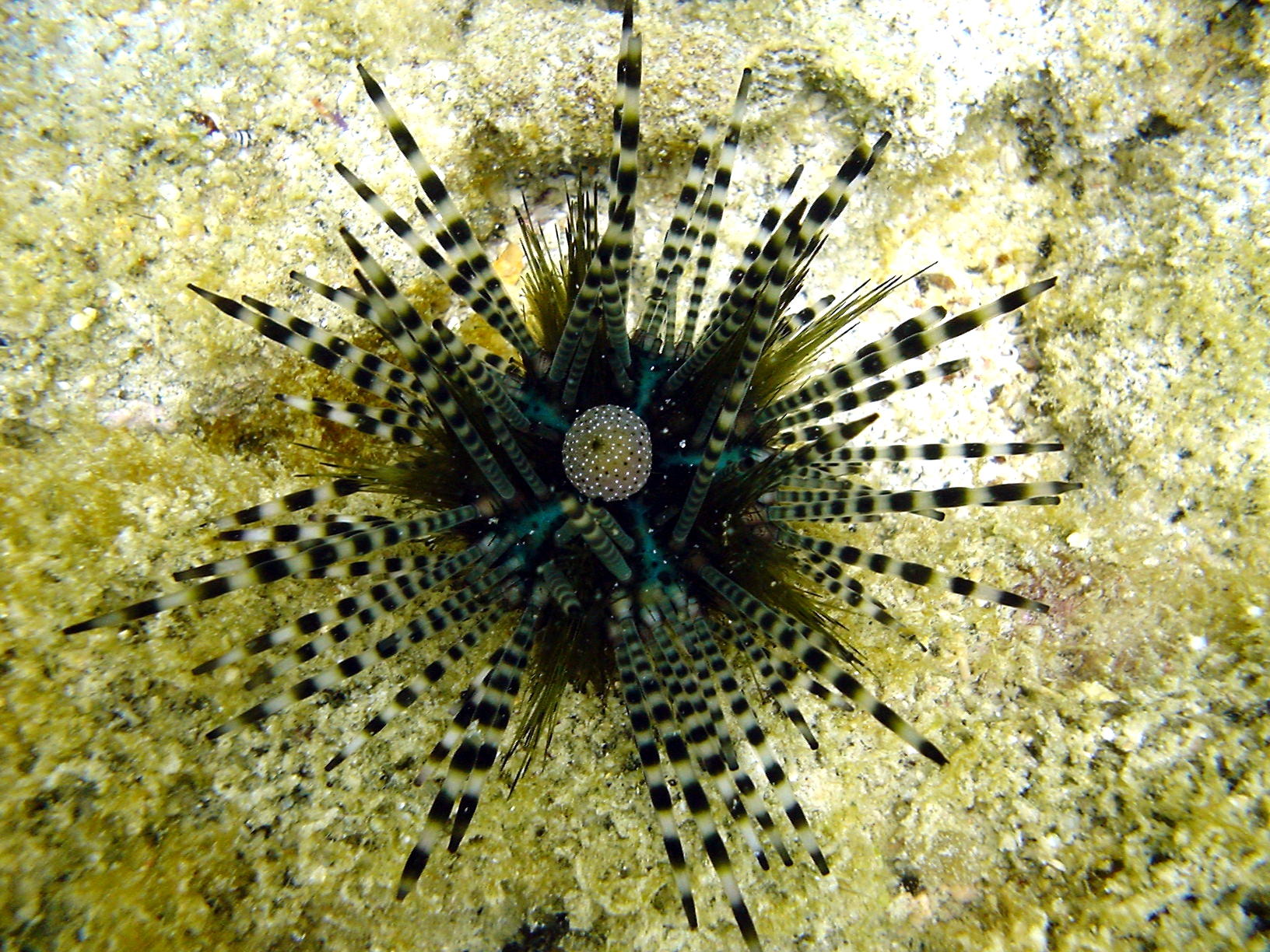
Echinothrix calamaris.
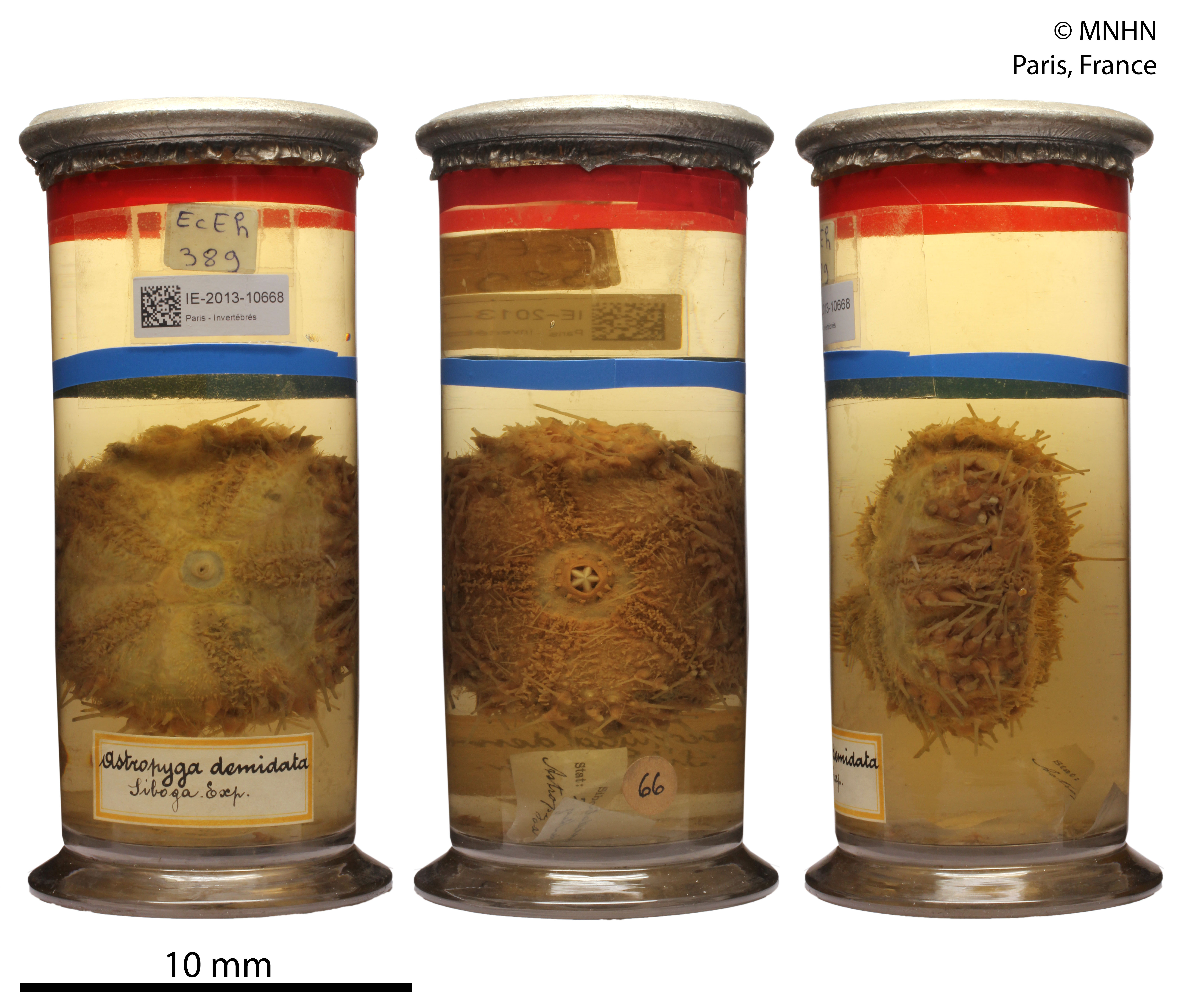
Eremopyga denudata.
Goniodiadema mauritiense.

## Tableau des espèces
| Genre           | Auteur                | Espèce                      | Auteur (espèce)                                | Répartition                              | Époque                         |
| Astropyga       | Gray, 1825            | Astropyga radiata           | Leske, 1778                                    | Indo-Pacifique tropical                  | présent                        |
|                 |                       | Astropyga pulvinata         | Lamarck, 1816                                  | Pacifique tropical est                   | présent                        |
|                 |                       | Astropyga magnifica         | Clark, 1934                                    | Caraïbes                                 | présent                        |
|                 |                       | Astropyga nuptialis         | Tommasi, 1958                                  | Atlantique tropical sud                  | présent                        |
| Australidiadema | Smith & Crame, 2012   | Australidiadema alexanderi  | Smith & Crame, 2012                            | Antarctique                              | Aptien                         |
| Centrostephanus | Peters, 1855          | Centrostephanus asteriscus  | Agassiz & Clark, 1907                          | Hawaii et Malaisie                       | présent                        |
|                 |                       | Centrostephanus besnardi    | Bernasconi, 1955                               | Brésil                                   | présent                        |
|                 |                       | Centrostephanus coronatus   | Verrill, 1867                                  | Pacifique est                            | présent                        |
|                 |                       | Centrostephanus fragile     | Wiltshire, 1882                                | Europe du Nord-ouest                     | Santonien Maastrichtien Danien |
|                 |                       | Centrostephanus longispinus | Philippi, 1845                                 | Méditerranée                             | présent                        |
|                 |                       | Centrostephanus nitidus     | Koehler, 1927                                  | Océan Indien abyssal                     | présent                        |
|                 |                       | Centrostephanus rodgersii   | (A. Agassiz, 1863)                             | Nouvelle-Zélande                         | présent                        |
|                 |                       | Centrostephanus sacyi       | Lambert, 1928b                                 | France                                   | Miocène inférieur              |
|                 |                       | Centrostephanus sylviae     | Fell, 1975                                     | Pacifique Sud-est                        | présent                        |
|                 |                       | Centrostephanus tenuispinus | H.L. Clark, 1914                               | Australie occidentale                    | présent                        |
| Chaetodiadema   | Mortensen, 1903       | Chaetodiadema africanum     | H.L. Clark, 1924                               | Afrique du Sud                           | présent                        |
|                 |                       | Chaetodiadema granulatum    | Mortensen, 1903                                | Indo-ouest Pacifique                     | présent                        |
|                 |                       | Chaetodiadema japonicum     | Mortensen, 1904                                | Japon                                    | présent                        |
|                 |                       | Chaetodiadema keiense       | Mortensen, 1903                                | Archipel Kei                             | présent                        |
|                 |                       | Chaetodiadema pallidum      | A. Agassiz & H.L. Clark, 1907                  | Hawaii                                   | présent                        |
|                 |                       | Chaetodiadema tuberculatum  | Clark, 1909                                    | Australie méridionale                    | présent                        |
| Diadema         | Gray, 1825            | Diadema palmeri             | Baker, 1967                                    | Pacifique sud-ouest                      | présent                        |
|                 |                       | Diadema savignyi            | Michelin, 1845                                 | Indo-Pacifique tropical                  | présent                        |
|                 |                       | Diadema setosum             | Leske, 1778                                    | Indo-Pacifique tropical                  | présent                        |
|                 |                       | Diadema antillarum          | Philippe, 1845                                 | Caraïbes                                 | présent                        |
|                 |                       | Diadema paucispinum         | Agassiz, 1863                                  | Océan indien nord, Pacifique nord et est | présent                        |
|                 |                       | Diadema mexicanum           | Agassiz, 1863                                  | Pacifique est tropical                   | présent                        |
|                 |                       | Diadema ascensionis         | Mortensen, 1909                                | Atlantique tropical                      | présent                        |
|                 |                       | Diadema africanum           | Rodríguez, Hernández, Clemente & Coppard, 2013 | Atlantique tropical est                  | présent                        |
| Echinothrix     | Peters, 1853          | Echinothrix calamaris       | Pallas, 1774                                   | Indo-pacifique tropical                  | présent                        |
|                 |                       | Echinothrix diadema         | Linnaeus, 1758                                 | Indo-pacifique tropical                  | présent                        |
| Eodiadema       | Duncan, 1889          | Eodiadema lacostei          | Lambert, 1933b                                 | Maghreb                                  | Jurassique inférieur           |
|                 |                       | Eodiadema thorali           | Petitot, 1961                                  | Maghreb                                  | Jurassique inférieur           |
| Eremopyga       | Agassiz & Clark, 1908 | Eremopyga denudata          | De Meijere, 1904                               | Malaisie                                 | présent                        |
|                 |                       | Eremopyga debilis           | Mortensen, 1940                                | Malaisie                                 | présent                        |
| Goniodiadema    | Mortensen, 1939       | Goniodiadema mauritiense    | Mortensen, 1939                                | Île Maurice                              | présent                        |
| Palaeodiadema   | Pomel, 1887           | Palaeodiadema gauthieri     | Lambert, 1931c                                 | Maghreb                                  | Turonien                       |
|                 |                       | Palaeodiadema multiforme    | Ravn, 1928                                     | Danemark                                 | Danien-Santonien               |